# Mallarajapura, Nagamangala
Mallarajapura là một làng thuộc tehsil Nagamangala, huyện Mandya, bang Karnataka, Ấn Độ.